# Can Moisac
Can Moisac és un edifici del municipi d'Hostalric (Selva) que forma part de l'Inventari del Patrimoni Arquitectònic de Catalunya. És una casa amb una paret mitgera, situada al nucli urbà d'Hostalric, al carrer major número 140, molt a prop del Portal de Barcelona.

## Descripció
L'edifici, de planta baixa i pis, està cobert per una teulada a doble vessant desaiguada a les façanes principal (amb un ràfec format per una filera de teules a manera de canal, que recullen l'aigua de la teulada, i que desaigua al carrer a través d'una canal) i a la façana lateral, a través d'una teula invertida que recull l'aigua que desaigua pel vessant posterior.

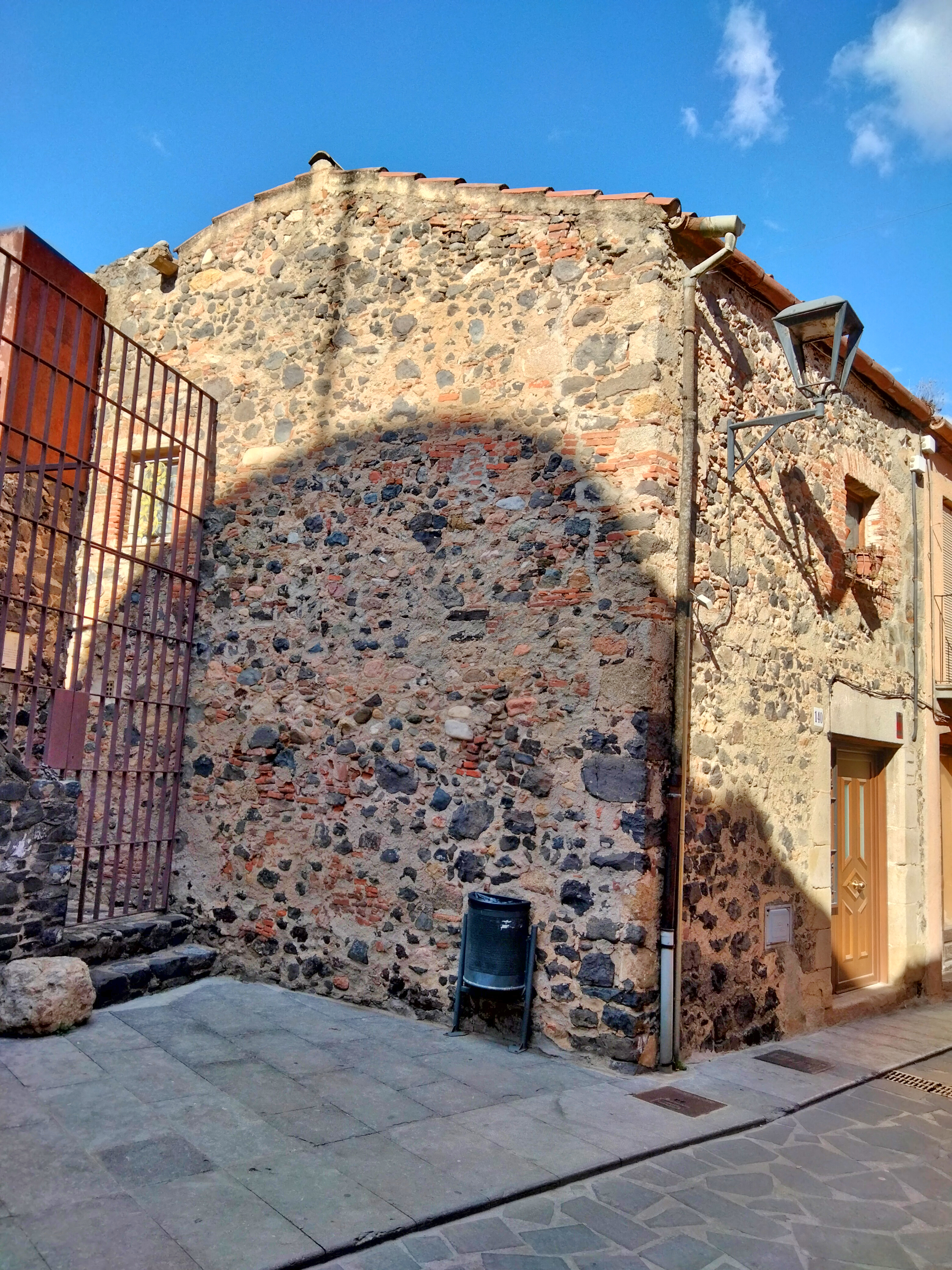
Façana lateral esquerra

A la façana principal trobem, a la planta baixa, el portal d'entrada amb llinda monolítica i brancals de carreus de pedra. Al pis, una finestra en arc de llinda, formada per maons en sardinell, igual que als brancals. La part inferior de la finestra també es troba emmarcada per maons. Una barana protegeix la finestra. A la façana lateral esquerra, una finestra amb llinda i brancals fets de maons en sardinell. La façana posterior es troba adossada a la muralla, per on hi passa el camí de ronda (ara recuperat com a recurs turísitc), i no té cap obertura en aquesta, a diferència d'altres habitatges adossats a la muralla. Els murs són de maçoneria.

## Història
Durant la Guerra del Francès (1808-1814) Hostalric va tenir un important paper donant suport a l'entrada de queviures a la Girona assetjada i destorbant el pas a les tropes enemigues gràcies a la seva situació estratègica en una zona de pas. Per això als francesos els convenia prendre la vila. El primer atac va arribar el 7 de novembre del 1809 i només trobaren resistència a la Torre dels Frares i a l'església on un grup de gent s'hi havia fet fort. Alguns habitants es van poder refugiar al castell, d'altres van haver de fugir, ja que els francesos van cremar el poble. Això explica que la majoria dels habitatges siguin posteriors. Malgrat això el registre cadastral d'aquesta casa la data del 1768 així que pot ser que sobrevisqués a la crema.
Els carrers Ravalet, Raval, Major i la Plaça dels Bous són part del recorregut del Camí Ral. També es conserva una variant que segueix paral·lel a les muralles pel costat exterior i que fou utilitzat sobretot al segle xix. El Carrer Major s'estén des de la Plaça dels Bous fins al Portal de Barcelona. Durant l'època de la República el carrer s'anomenà Prat de la Riba. El setembre del 1939 tornà al seu nom original. Al llarg del carrer s'hi troben diverses cases pairals, construïdes sobretot a finals del segle xix i principis del xx.